# 덧띠토기

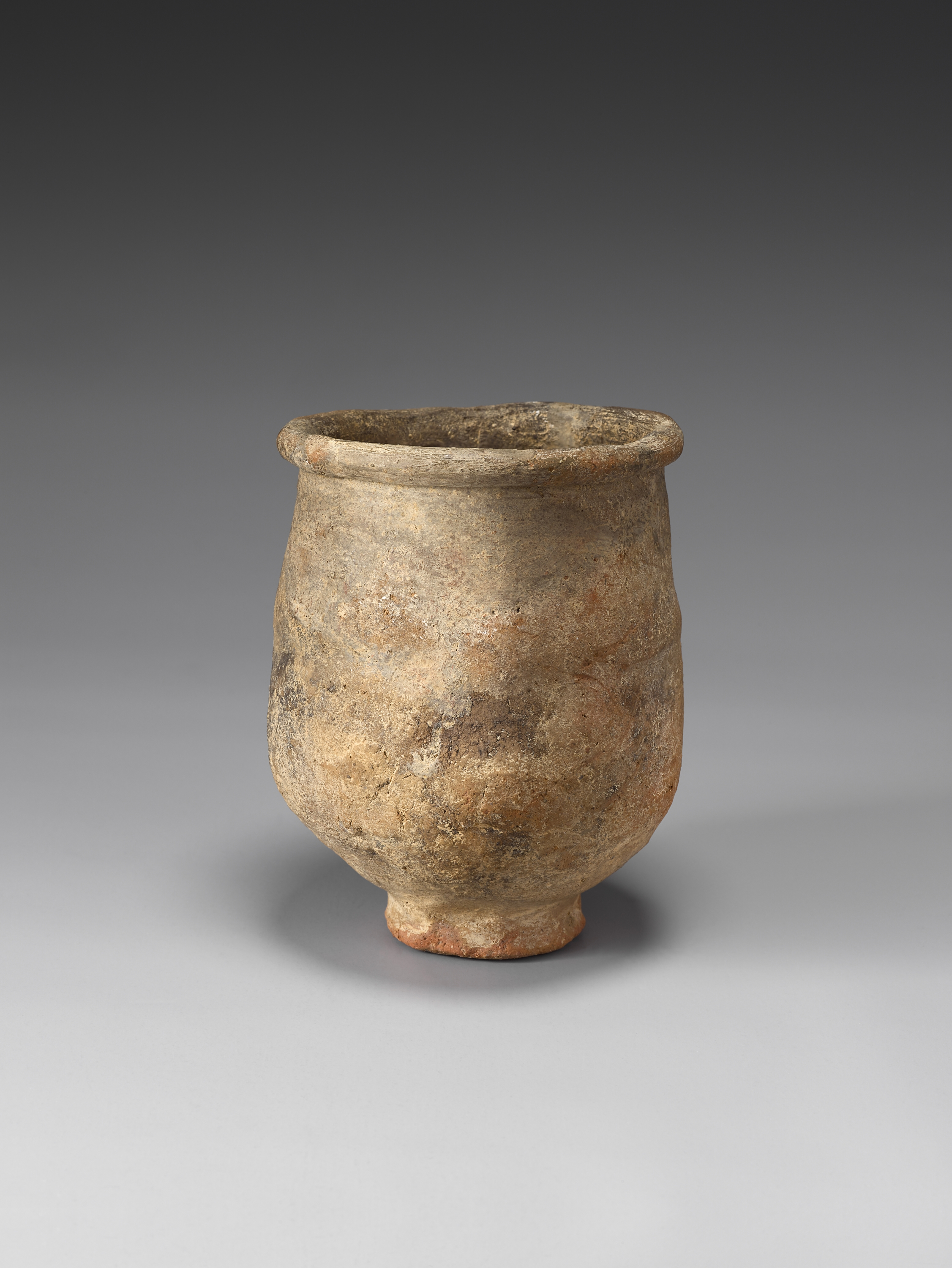
덧띠토기

덧띠토기, 혹은 점토대토기(粘土帶土器)는 청동기 후기에서 철기 초기의 한반도에서 발견되는 토기 유형이다. 점토로 원형 띠를 만들어 아가리 바깥에 붙였기 때문에 이러한 이름이 달렸다.
한반도 청동기 시대의 중기에 해당하는 송국리 유형 등 민무늬토기 문화를 대체하고 기원전 5세기경 이 지역에 출현하였다. 만주 지역으로부터 유입된 이주민이 가져온 토기로 보는 것이 고고학계의 정설로, 실제로 요녕 지역에서는 정가와자(鄭家窪子)유형 등 연관 문화가 출토되었다.

## 상세
덧띠의 단면에 따라 원형 덧띠토기와 삼각형 덧띠토기로 나눈다. 원형 덧띠토기는 기원전 21세기부터 2세기까지, 삼각형 덧띠토기는 기원전 2세기부터 기원경까지 사용된 것으로 본다. 주로 출토되는 한강과 금강 유역과 더불어 한반도 중부 이남 지역에서 초기철기시대의 대표적인 유물인데, 이는 세형동검과의 연관성 때문이다.

## 같이 보기
- 민무늬토기 시대
- 한국의 철기 시대
- 세형동검

## 참고 문헌
- 이 문서에는 국립중앙박물관에서 공공누리 제1유형으로 배포된 자료를 바탕으로 한 내용이 포함되어 있습니다.